# Az ötös számú vágóhíd (regény)
Az ötös számú vágóhíd, avagy A gyermekek keresztes hadjárata, szolgálati tánc a halállal (angolul: Slaughterhouse-five, or The children’s crusade, a duty-dance with death) Kurt Vonnegut (1922–2007) amerikai író regénye. Először a New York-i Delacorte kiadónál jelent meg 1969-ben 186 oldalon, azóta angolul több mint húsz kiadást ért meg. Magyarul először a Nagyvilág c. folyóiratban, könyvalakban első ízben 1973-ban, Nemes László fordításában jelent meg az Európa Könyvkiadó Európa-zsebkönyvek című sorozatának tagjaként. Azóta a Szépirodalmi Könyvkiadó és a Maecenas Kiadó gondozásában további öt kiadást ért meg. Szántó György Tibor új fordításában a Helikon Kiadónál jelent meg a regény 2014-ben.
1972-ben George Roy Hill rendezésében megfilmesítették a regényt, amely a Cannes-i Nemzetközi Filmfesztivál zsűrijének különdíját érdemelte ki. A történet népszerűségére jellemző, hogy az amerikai szerző bestsellerének dramatizált változatát 1976-ban a moszkvai Szovjet Hadsereg Színházában is bemutatták.
A regényt 1969-ben jelölték Nebula-díjra, illetve 1970-ben Hugo-díjra.

## A regény megírásának előzményei
Kurt Vonnegut a második világháborúban az európai hadszíntéren harcolt közlegényként, mint a 106. gyalogoshadosztály felderítője. Az ardenneki offenzíva után az ellenséges vonalak mögé került, s 1944. december 22-én a németek elfogták. Hadifogolyként társaival az Elba-parti Drezdába került, ahol egy kismamák számára vitamindús malátaszörpöt gyártó üzembe osztották be. Itt érte életének egyik legmeghatározóbb élménye: 1945. február 13-án a szövetséges brit és amerikai légierők porig rombolták a várost, míg ő és társai menedéket leltek a szállásukul szolgáló vágóhíd pincéjében.
Vonnegut a háborúból hazatérve folyamatosan készült a drezdai élmények megírására, de a könyv előszavában tett vallomása szerint „akkor Drezdáról alig néhány szót tudtam kipréselni az agyamból – semmi esetre sem eleget ahhoz, hogy egy egész könyvet hozzak össze belőle”. 1964-ben felvette a kapcsolatot volt katonatársával, Bernard V. O’Hare-rel, 1967-ben Guggenheim-ösztöndíjjal együtt ellátogattak Drezdába, hadifogságuk helyszínére. Vonnegut ezután nekilátott szándéka szerint háborúellenes könyve megírásának. A kötet alcíme (A gyermekek keresztes hadjárata) is erre utal, Vonnegut meggyőződése szerint ő maga és a második világháborúban részt vett további katonák nem voltak mások, mint gyerekek.

## Történet
|  | Alább a cselekmény részletei következnek! |

A történet főhőse az esetlen és ösztövér Billy Pilgrim, aki – miután Tralfamador bolygó lakói elrabolják – kiesik az időből, azaz véletlenszerűen mozog élete különböző pontjai között, születésétől a haláláig. Akárcsak Vonnegut, Billy is megjárja a második világháborút, s miután ezredét szétverik, a dicsvágyó, ám agresszív és ostoba Roland Weary támogatja az esetlen Billyt a menekülésben. A németek elfogják őket, s rövidesen az elüszkösödött lábú Weary meghal, ám előtte még közli társaival, hogy Billy Pilgrim ölte meg őt. Egyikük, a zavarodott Paul Lazzaro esküt tesz Pilgrim meggyilkolására. A németek foglyaként mindannyian Drezdába kerülnek, s az ötös számú vágóhíd (Schlachthof Fünf) pincéjében szállásolják el őket, így lesznek tanúi az „Elba-parti Firenze” lebombázásának. A háborúból hazatérve Billy optometrikus lesz, s feleségül veszi a csúnya, kövér, ámde gazdag Valencia Merble-t, egy optometriai üzem tulajdonosának lányát, ekképpen maga is jómódú lesz. Évtizedekkel később túlél egy repülőgép-szerencsétlenséget és kórházba kerül – eközben a kórházi látogatásra induló felesége autójában szén-monoxid-mérgezésben meghal –, s ekkor tudatosul benne, hogy saját élete helyszínei között ugrál. Ugyanekkor derül ki, hogy előzőleg hosszabb időt töltött Tralfamador bolygón, a helyi állatkertben, ahol egy népszerű és gyönyörű pornófilmsztárral, Montana Wildhackkel egy plexikalitkában, a tralfamadoriak előtt élték emberi életüket, s közös gyermekük is született. Billy magáévá teszi a tralfamadoriak időszemléletét: életünk nem egymást követő események láncolata, ahogy mi látjuk, hanem minden egyes pillanata egyszerre létezik, múlt, jelen és jövő egyszerre meghatározott és mint eleve létező megváltozhatatlan. Igazából tehát nem halunk meg, hiszen sok másik pillanatban továbbra is élünk. Billy hátralévő életében a fatalista tralfamadori élet- és időszemléletet hirdeti, mígnem Lazzaro, több évtizedes ígéretét betartva, lelövi őt, de a következő pillanatban Billy csak átugrik élete egy másik pillanatába. Az „időből való kieséshez” igazodik Vonnegut történetmesélése is, azaz a különböző idősíkok folyamatosan váltakoznak, a németországi hómezőn csetlő-botló Billy Pilgrim egyszerre húsz évvel későbbi házassági évfordulóján, majd gyerekkorában találja magát, stb.
Vonnegut ebben a regényében használta először híressé vált, szarkasztikus összegző mondatát: valahányszor a halálról esik szó, a szerző hozzáteszi: „Így megy ez” (angol eredetiben „So it goes”). Mindez a tralfamadoriak fentebb ismertetett időszemléletét tükrözi: valahányszor valakinek a haláláról hallanak, a tralfamadoriak megvonják vállukat és így szólnak: „Így megy ez.” Ebben a kötetben is feltűnik Vonnegut regényeinek majd állandó szereplője és alteregója, a sci-fi-író Kilgore Trout.
|  | Itt a vége a cselekmény részletezésének! |

## Megjelenések

### Angol nyelven
1. Slaughterhouse-Five or The Children’s Crusade, Delacorte/Seymour Lawrence, New York, 1969[5][6]

### Magyarul
1. Az ötös számú vágóhíd avagy a gyermekek keresztes hadjárata, Európa Könyvkiadó, Budapest, 1973, ford.: Nemes László
2. Áldja meg az isten, Mr. Rosewater; ford. Szilágyi Tibor / Az ötös számú vágóhíd; ford. Nemes László; Európa, Bp., 1973 (Európa zsebkönyvek)
3. Az ötös számú vágóhíd avagy a gyermekek keresztes hadjárata, Szépirodalmi Könyvkiadó, Budapest, 1980, ford, utószó: Nemes László
4. Az ötös számú vágóhíd avagy a gyermekek keresztes hadjárata, Maecenas Könyvkiadó, Budapest, 1995, ford.: Nemes László
5. Az ötös számú vágóhíd avagy a gyermekek keresztes hadjárata, Maecenas Könyvkiadó, Budapest, 2001, ford.: Nemes László
6. Az ötös számú vágóhíd avagy a gyermekek keresztes hadjárata, Maecenas Könyvkiadó, Budapest, 2004, ford.: Nemes László
7. Az ötös számú vágóhíd avagy a gyermekek keresztes hadjárata. Szolgálati tánc a halállal, Kétnyelvű ünnepi kiadás, Maecenas Könyvkiadó, Budapest, 2009, ford.: Nemes László, utószó: Szántó György Tibor
8. Az ötös számú vágóhíd avagy A gyermekek keresztes hadjárata. Szolgálati tánc a halállal; ford., utószó Szántó György Tibor; Helikon, Bp., 2014
9. Az ötös számú vágóhíd avagy A gyermekek keresztes hadjárata. Szolgálati keringő a halállal; ford., utószó Szántó György Tibor; Helikon, Bp., 2016